# 臺灣杉上節蜱
臺灣杉上節蜱（学名：Epitrimerus libocedri）为節蜱科上節蜱屬下的一个种。